# Tobias J. Knoblich

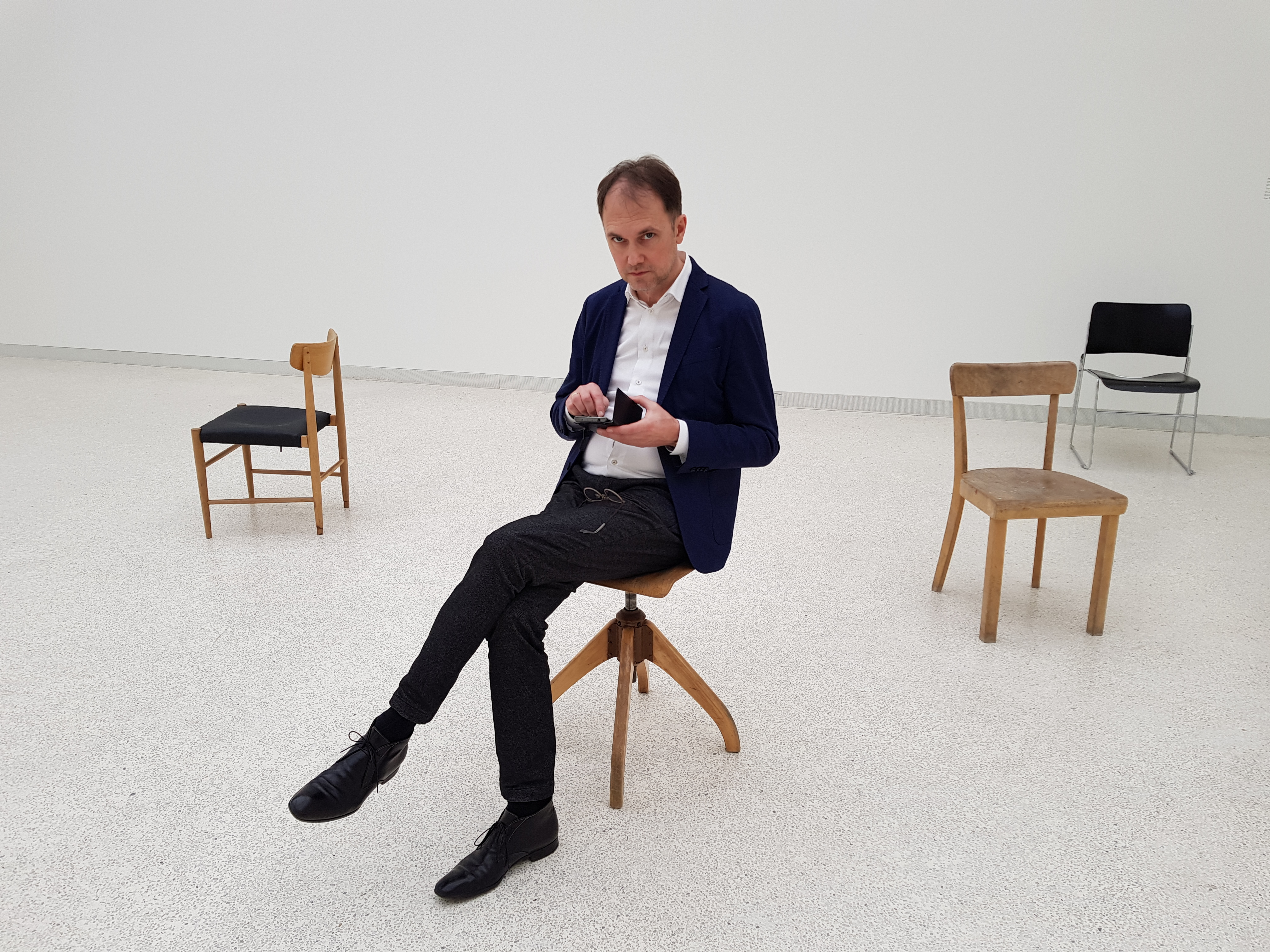
Tobias J. Knoblich (2019)

Tobias J. Knoblich (* 21. September 1971 in Zwickau) ist ein deutscher Kulturwissenschaftler und parteiloser Politiker. Seit 2024 ist er Staatssekretär im Thüringer Ministerium für Digitales und Infrastruktur. Zuvor war er von 2011 bis 2019 Kulturdirektor und von 2019 bis 2024 Kultur- und Stadtentwicklungsdezernent der Landeshauptstadt Erfurt.

## Leben
Tobias J. Knoblich erlernte von 1988 bis 1990 zunächst den Beruf des Verkehrskaufmanns und absolvierte nach dem Ende der DDR 1990 bis 1991 eine Anpassungsschulung zum Kaufmann im Eisenbahn- und Straßenverkehr (IHK) bei der Deutschen Reichsbahn. Parallel zur Ausbildung legte er an der Volkshochschule das Abitur ab. Von 1980 bis 1989 widmete er sich einer Fagottausbildung am Robert-Schumann-Konservatorium Zwickau, die er mit dem Oberstufenabschluss beendete.
An der Humboldt-Universität zu Berlin studierte Tobias J. Knoblich von 1991 bis 1996 Kulturwissenschaft, Kulturelle Arbeit/Kulturpolitik und Europäische Ethnologie mit dem Abschluss als Magister artium. Danach arbeitete Knoblich freiberuflich als Kulturberater, Publizist und Lehrbeauftragter in Berlin, später als freier Mitarbeiter, dann als Referent im Sächsischen Staatsministerium für Wissenschaft und Kunst in Dresden. Von Oktober 2001 bis Dezember 2010 war er Geschäftsführer des Landesverbandes Soziokultur Sachsen e. V. in Dresden. Außerdem unterrichtete er im Studiengang Kulturmanagement an der Sächsischen Verwaltungs- und Wirtschaftsakademie und gehörte dort dem Prüfungsausschuss Kulturwissenschaften an. Von 2008 bis 2011 war er zudem Vorstandsvorsitzender der Sächsischen Jugendstiftung.
Im Januar 2011 wurde er Kulturdirektor der Landeshauptstadt Erfurt. Das Amt übte er bis Januar 2019 aus. In der Funktion gehörte er unter anderem dem Präsidium der Deutschen Kindermedienstiftung Goldner Spatz an. Im Juli 2018 wählte ihn der Bayreuther Stadtrat für sechs Jahre zum Kultur- und Tourismusreferenten (Beigeordneten) und Berufsmäßigen Stadtrat der Stadt Bayreuth. Er trat dieses Wahlamt jedoch zugunsten einer sich später eröffnenden Option in Erfurt nicht an und kandidierte dort auf Vorschlag des Oberbürgermeisters für eine Position als Beigeordneter.
Am 28. November 2018 wurde er vom Erfurter Stadtrat zum Dezernenten gewählt. Er trat dieses Amt am 1. Februar 2019 an und verantwortete als Beigeordneter des Oberbürgermeisters die Geschäftsbereiche Kultur und Stadtentwicklung. Ab Oktober 2023 – nach Anerkennung der jüdisch-mittelalterlichen Monumente Erfurts als UNESCO-Welterbe – war er Beigeordneter für Kultur, Stadtentwicklung und Welterbe. Ab Mai 2021 war er zudem persönlich berufenes Mitglied im Kulturausschuss des Deutschen Städtetages.
Von 2011 bis 2018 war er Lehrbeauftragter für Kulturpolitik und Kulturverwaltung im Masterstudiengang Kulturmanagement und Kulturtourismus an der Europa-Universität Viadrina Frankfurt/Oder. Die Universität Leipzig berief ihn für das Wintersemester 2019/20 zum Gastprofessor für Kulturmanagement an das Institut für Kulturwissenschaften.
Im Juni 2016 wurde er an der Universität Hildesheim im Fach Kulturwissenschaft zum Dr. phil. promoviert. Seine Dissertation widmet sich der kulturellen Demokratisierung und der Soziokultur (Programmformeln und Praxisformen von Soziokultur: Kulturpolitik als kulturelle Demokratie).
Am 17. Dezember 2024 wurde Knoblich zum Staatssekretär im Thüringer Ministerium für Digitales und Infrastruktur ernannt.
Knoblich ist verheiratet und lebt in Erfurt.

## Ehrenämter
Von November 2001 bis November 2005 war Knoblich Vorstandsmitglied der Bundesvereinigung Soziokultureller Zentren. Im Jahr 2006 wurde er in den Sächsischen Kultursenat kooptiert, dem er gemäß der gesetzlichen Regelung zwei Amtsperioden bis 2016 angehörte. Ebenfalls 2006 wurde er Vizepräsident der Kulturpolitischen Gesellschaft (Bonn), deren Mitglied er seit 2001 ist. Für die Kulturpolitische Gesellschaft engagiert er sich auch publizistisch, u. a. als Autor in der Fachzeitschrift Kulturpolitische Mitteilungen und als Mitherausgeber des Jahrbuchs für Kulturpolitik. Auf der 18. Ordentlichen Mitgliederversammlung in Bonn wurde Knoblich am 24. November 2018 zum Präsidenten der Kulturpolitischen Gesellschaft gewählt (in der Nachfolge von Oliver Scheytt). Am 15. Oktober 2022 wurde er in seinem Amt bestätigt.
Von 2009 bis April 2016 war Knoblich Vorsitzender der „Wilhelm und Lotte Neufeld-Stiftung“ in Offenbach/Main, die sich der Förderung junger Buchkünstler zuwendet. Von 2007 bis 2010 war er stellvertretender Sprecher des Rats für Soziokultur und kulturelle Bildung im Deutschen Kulturrat; von 2016 bis 2019 übte er diese Funktion erneut aus.
Knoblich wurde ferner in den Fachausschuss Kultur der Deutschen UNESCO-Kommission und in das Kuratorium des Kinder- und Jugendtheaterzentrums in der Bundesrepublik Deutschland berufen. Als Aufsichtsrat unterstützt er die KulturQuartier Schauspielhaus eG, die erste Kulturgenossenschaft Thüringens. Die neu gegründete Kaufmänner Gesellschaft, die sich der kulturellen Nutzung der bedeutenden Kaufmannskirche in Erfurt zuwendet, begleitet er als Vorsitzender des Kuratoriums.

## Veröffentlichungen (Auswahl)
- Osten als Passage. Mitteldeutscher Verlag, Halle 2025, ISBN 978-3-689-48003-5.
- Praxis kommunaler Kulturpolitik. VS Verlag für Sozialwissenschaften, Wiesbaden 2025, ISBN 978-3-531-17640-6.
- Kulturpolitik der Weltbeziehungen: Transformation, Programmatik und Geschichte. transcript Verlag, Bielefeld 2024, ISBN 978-3-7328-7169-8.
- Programmformeln und Praxisformen von Soziokultur: Kulturpolitik als kulturelle Demokratie. VS Verlag für Sozialwissenschaften, Wiesbaden 2018, ISBN 978-3-658-19621-9.

Als Herausgeber verantwortet er zusammen mit Michael Grisko seit 2017 die Reihe „Aktuelle Beiträge zur Kulturpolitik“, die im Leipziger Universitätsverlag erscheint. Band 1 trägt den Titel Pro Kultur: Gesetzgebung und Lobbyarbeit, Band 2 (2019) Innovation und Kultur. Politik – Technik – Markt, Band 3 (2021) Kooperation und Kulturpolitik. Zwischen politischer Forderung, Digitalisierung und Kulturmanagement.

## Belege
1. ↑  Kulturpolitische Gesellschaft e. V. In: kupoge.de. Kulturpolitische Gesellschaft e. V., abgerufen am 27. Dezember 2016.
2. ↑  Kulturdirektion Landeshauptstadt Erfurt. In: erfurt.de. Landeshauptstadt Erfurt, abgerufen am 27. Dezember 2016.
3. ↑  siehe Bayerische Gemeindeordnung
4. ↑  Stadt Bayreuth: Stadtrat wählt Dr. Tobias J. Knoblich zum Kulturreferenten. Stadtverwaltung Bayreuth, 16. Juli 2018, abgerufen am 26. Februar 2022.
5. ↑  Holger Wetzel: Bausewein provoziert die CDU und stößt die Grünen vor den Kopf. In: pressreader.com. 31. Oktober 2018, abgerufen am 26. Februar 2022.
6. ↑  jüdisch-mittelalterliche Monumente Erfurts
7. ↑  UNESCO-Welterbe
8. ↑  Dezernate und Beigeordnete. 21. April 2021, abgerufen am 19. Oktober 2023.
9. ↑  Landeshauptstadt Erfurt: Dr. Tobias J. Knoblich wird Mitglied des Kulturausschusses des Deutschen Städtetages. Landeshauptstadt Erfurt, 19. Mai 2021, abgerufen am 20. Mai 2021.
10. ↑  Erfurter Kulturdezernent wird neuer Gastprofessor an Universität Leipzig. Universität Leipzig, 16. Oktober 2019, abgerufen am 17. Oktober 2019.
11. ↑  Erste Staatssekretäre benannt. 17. Dezember 2024, abgerufen am 17. Dezember 2024.
12. ↑  REVOSax Landesrecht Sachsen - ErrichtungsG Kultursenat. Abgerufen am 19. Juni 2021.
13. ↑  Jahrbuch für Kulturpolitik. In: kupoge.de. Kulturpolitische Gesellschaft e. V., abgerufen am 27. Dezember 2016.
14. ↑  Kulturpolitische Gesellschaft Pressemitteilung: Kulturpolitische Gesellschaft wählt neuen Vorstand, abgerufen am 27. November 2018
15. ↑  Rückenwind für Transformationen im Kulturbereich. (PDF) Kulturpolitische Gesellschaft e. V., 17. Oktober 2022, abgerufen am 9. November 2022.
16. ↑  Kontakt (Memento vom 7. November 2016 im Internet Archive), auf neufeldstiftung.de, abgerufen am 28. September 2023
17. ↑  Kaufmänner Gesellschaft e.V. - Kuratorium. Abgerufen am 19. Juni 2021.
18. ↑  Tobias J. Knoblich, Michael Grisko: Kooperationen und Kulturpolitik. In: Aktuelle Beiträge zur Kulturpolitik. Band 3. Leipziger Universitätsverlag, Leipzig, ISBN 978-3-96023-401-2.

| Personendaten    | Personendaten                                                      |
| ---------------- | ------------------------------------------------------------------ |
| NAME             | Knoblich, Tobias J.                                                |
| KURZBESCHREIBUNG | deutscher Kulturwissenschaftler, Kulturmanager und Kulturpolitiker |
| GEBURTSDATUM     | 21. September 1971                                                 |
| GEBURTSORT       | Zwickau                                                            |